# 承宣布政使司布政使
承宣布政使司布政使（しょうせんふせいししふせいし）は布政使と略称され、方伯、藩台、藩司とも呼ばれた。中国、ベトナムにかつて存在した地方官職名である。

## 明朝
明の時代、布政使は承宣布政使司（地方の行政区画で、おおむね、現代中国の省に相当する）の最高行政長官であり、左右に分かれていた。それぞれの地方には1人しか置かれなかった。明の後期には布政司の上には総督・巡撫が置かれ、布・按二司はその監督下にあった。布政使は金銭や食糧などを管理するだけで地位は次第に低下していった。
承宣布政使司は役所のことで、その長官が布政使である。よって、略さずに表記する場合は承宣布政使司布政使となる。「承宣布政使」というのは間違った表記である。明代の布政使司は藩司とも俗称され、布政使は藩台とも俗称された。

## 清朝
清の時代、承宣布政使司は布政使司と略されていた。布政使(dasan be selgiyere hafan)は省の最高行政長官である巡撫(giyarime dasara amban)の下に属し、省内の行政事務を担当していたが、品級はその上官である巡撫と同じで従二品であった。当初は左右布政使を設けていたが、康熙3年（1664年）になると布政使一人だけを設けるようになった。

## 阮朝
ベトナムの阮朝では明命12年（1831年）と明命13年（1832年）の二度にわたって、明命帝が全国の城と鎮を省に改め、各省に承宣布政使司を置き、総督のいる省には布政使を置き、巡撫のいる省は巡撫が布政使を兼任した。